# EDP Renováveis
EDP Renováveis (EDPR) er en portugisisk vedvarende energikoncern, der er registreret i Oviedo og har hovedkvarter i Madrid. De designer, udvikler, forvalter og driver elværker, som producerer strøm på fornybare energiressourcer.
EDPR blev etableret i 2007 som et datterselskab til Energias de Portugal. EDP Renováveis har primært vindenergi og i stigende grad solenergi. EDPR er tilstede i 13 lande i Amerika og Europa.